# IC 3440
IC 3440 је елиптична галаксија у сазвјежђу Дјевица која се налази на листи објеката дубоког неба у Индекс каталогу.
Деклинација објекта је + 12° 1' 46" а ректасцензија 12h 31m 5,1s. Привидна величина (магнитуда) објекта IC 3440 износи 15,9 а фотографска магнитуда 16,9.